# Wolfgang Brüggemann
Verleihung des Ehrenring der Stadt Bochum an Wolfgang Brüggemann, 1971

Link zum Bild

Wolfgang Brüggemann (* 4. März 1926 in Bochum; † 5. Dezember 2014) war ein deutscher Pädagoge und Wissenschafts- und Bildungspolitiker (CDU).

## Leben
Brüggemann wuchs im Ruhrgebiet sowie in Mecklenburg auf. Gegen Ende des Zweiten Weltkrieges wurde er zunächst Flakhelfer und später noch Soldat. Am 9. Februar 1944 beantragte er die Aufnahme in die NSDAP und wurde zum 20. April desselben Jahres aufgenommen (Mitgliedsnummer 9.801.779). Ende Oktober 1945 kam er aus britischer Kriegsgefangenschaft zurück und machte 1946 sein Abitur in Bochum. Ab 1948 studierte er Theologie, Philosophie, Geschichte und Germanistik an der Westfälischen Wilhelms-Universität in Münster sowie in Lund (Schweden). 1949 wurde er Mitglied der katholischen Studentenverbindung A.V. Cheruscia zu Münster im CV. Er engagierte sich zudem beim Bund der Deutschen Katholischen Jugend (BDKJ) und beim AStA an der Universität Münster sowie beim Ring Christlich-Demokratischer Studenten (RCDS), deren Bundesvorsitzender er wurde. Nach erfolgreicher Erster und Zweiter Staatsprüfung wurde er 1957 in Münster zum Dr. phil. promoviert. Brüggemann trat anschließend in den Höheren Schuldienst in Bochum ein.
Im Jahr 1965 erhielt er einen Ruf auf eine Professur für Politische Bildung und Didaktik der Geschichte an der Pädagogischen Hochschule Ruhr, Abteilung Hamm, die 1985 in die Universität Dortmund eingegliedert wurde. Bereits 1970 wechselte er als Professor nach Dortmund, dort wurde er am 29. Mai 1980 zum Professor unter Ruhen der Rechte und Pflichten. Er war zudem auf Bitte von Franz Kardinal Hengsbach von 1986 bis 1992 Leiter des Dezernates Erziehung, Schule, Bildung im Generalvikariat des Bistums Essen.
Brüggemann war seit 1946 als Mitglied der CDU in der Kommunalpolitik engagiert, Ratsherr und Fraktionsvorsitzender sowie zeitweise Bürgermeister in Bochum. Von 1966 bis 1985 war er Landtagsabgeordneter des Landtages Nordrhein-Westfalen, er wurde insgesamt viermal über die Landesliste gewählt. Er engagierte sich insbesondere für die Wissenschafts- und Bildungspolitik und war maßgeblich an der Neugestaltung der Hochschulen von Bochum, Dortmund, Essen, Duisburg und Wuppertal beteiligt. Er war zudem in der CDU auf Bundes- und Landesebene aktiv, auf Landesebene war er zeitweise Mitglied des Landesvorstandes.

## Schriften
- Untersuchungen zur Vitae-Literatur der Karolingerzeit, Dissertation, Münster 1957
- Der Mensch in der modernen Demokratie. Eine Handreichung zum Verständnis des Politischen, 1973, ISBN 3-87497-086-8.
- 100 Jahre Rerum novarum (1991): Die Antwort der katholischen Kirche auf die soziale Frage im 19. Jahrhundert, Kamp 1991, ISBN 3-89709-793-1, zusammen mit Horstwalter Heitzer
- Anfänge und Übergänge, Brockmeyer 2002, ISBN 3-8196-0642-4 (Autobiografie)

## Auszeichnungen
- 1971: Ehrenring der Stadt Bochum[3]